# Time's Arrow
"Time's Arrow" é um conto de ficção científica do escritor britânico Arthur C. Clarke, publicado pela primeira vez em 1950 na primeira edição da revista Science Fantasy. A história gira em torno das consequências não intencionais de usar viagem no tempo para estudar dinossauros.
A história foi incluída na antologia de 2005 The Best Time Travel Stories of the 20th Century. O título corresponde à segunda lei da termodinâmica de Arthur Stanley Eddington.

## Enredo
A história segue um grupo de cientistas, dois geólogos (Barton e Davis) e um paleontólogo (Fowler), que estão escavando pegadas de dinossauros. Eles se deparam com dois físicos (Barnes e Henderson) que estão investigando um estranho líquido que exibe negentropia, que Davis descreve como sendo semelhante à "Seta do Tempo", pois "Qualquer relógio que você queira mencionar — um pêndulo, por exemplo — pode correr para frente ou para trás com a mesma facilidade. Mas a entropia é uma questão estritamente unilateral — está sempre aumentando com o passar do tempo. Daí a expressão 'Seta do Tempo'". :53 Isso causa a percepção de que negentropia pode resultar em uma reversão do tempo.
Fowler é convidado a visitar o laboratório de Henderson, durante o qual os dois geólogos passam a acreditar que o físico está tentando construir uma maneira eficaz de ver o passado em primeira mão. Henderson confirma a conclusão deles e pede a Fowler para se juntar a ele durante o primeiro teste de funcionamento da máquina. A escavação continua e a equipe descobre que as pegadas dão a impressão de que o dinossauro estava perseguindo algo. Fowler parte para o laboratório através de um Jeep, logo depois do qual Davis vê o laboratório explodir e a área circundante ondular. Ele retorna para alertar Barton, que descobriu que as pegadas de dinossauros são acompanhadas por rastros de pneu de Jeep, o que implica que o dinossauro perseguiu e posteriormente pisoteou Fowler.

### Temas
"Time's Arrow" enfoca o tema da viagem no tempo, com Clarke usando a entropia negativa como um caminho possível. Sobre o tema da viagem no tempo, Clarke afirmou que "o argumento mais convincente contra a viagem no tempo é a notável escassez de viajantes no tempo", uma questão que o autor Jack McDevitt discute em sua resposta a "Time's Arrow". Ele argumenta que, se a viagem no tempo fosse possível, teria sido feita e "Se isso acontecer, a história estaria repleta de turistas."

## Desenvolvimento
No prefácio de Reach for Tomorrow, Clarke observa que "Time's Arrow é um exemplo de como é difícil para o escritor de ficção científica se manter à frente dos fatos. A descoberta bastante imaginária – na época em que a história foi escrita – descrita no conto agora realmente existe e pode ser vista no Museu de História Natural de Nova York." Eric S. Rabkin também comentou que "esta possibilidade paleontológica [de descobrir lentamente os rastros de lama petrificada de um enorme dinossauro sendo perseguido por algum outro animal] não foi encontrada em vida antes da história de Clarke, mas foi desde então".

## Lançamento
"Time's Arrow" foi publicado pela primeira vez na edição inaugural da revista Science Fantasy, que não vendeu bem. O conto foi republicado em 1956 como parte de Reach for Tomorrow que reuniu vários contos publicados por Clarke entre 1942 e 1953. Posteriormente, foi reimpresso em coleções como o omnibus de 1959 Across the Sea of Star e a antologia de 2005 The Best Time Travel Stories of the 20th Century.
Foi traduzido para alemão, português, japonês e francês.

## Recepção
A história foi mencionada como um dos primeiros exemplos de crítica ao conceito de viagem no tempo na ficção. Michael Ashley elogiou o conto como indicativo da "qualidade que Science Fantasy tinha da palavra 'go'". Rabkin discutiu a história em seu texto de 1980 sobre Clarke, observando que o autor "adiciona suas próprias reviravoltas ao conto clássico da viagem no tempo".